# Compagnie Internationale des Wagons-Lits

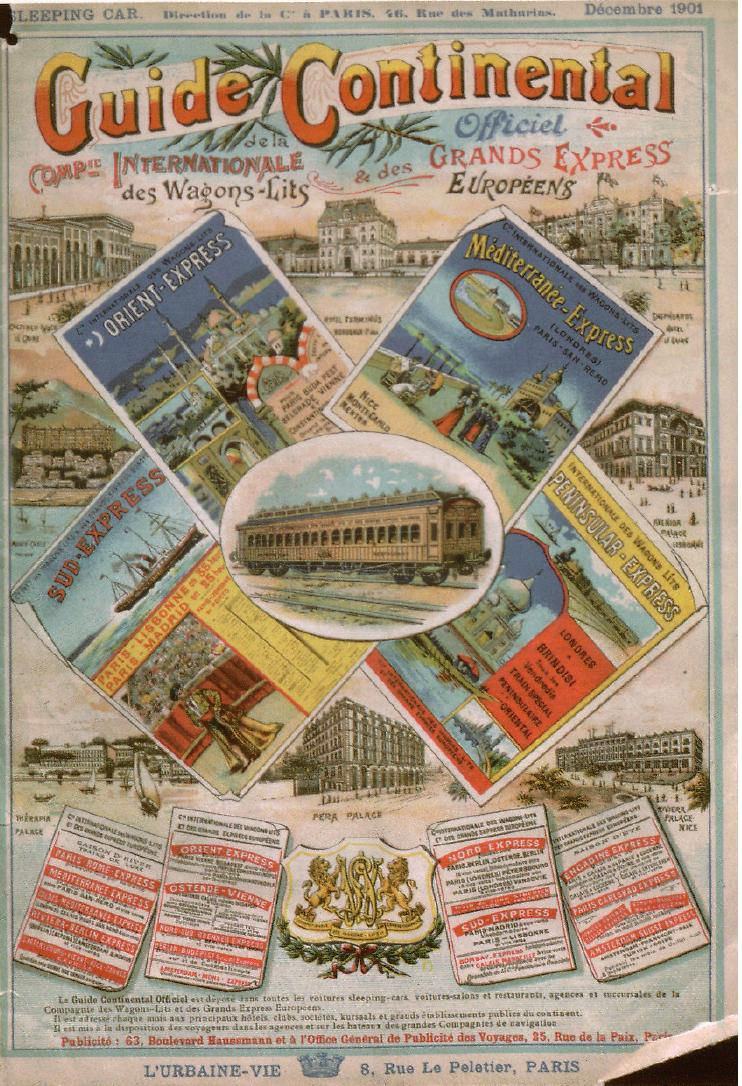
CIWL-Guide Continental, 1901

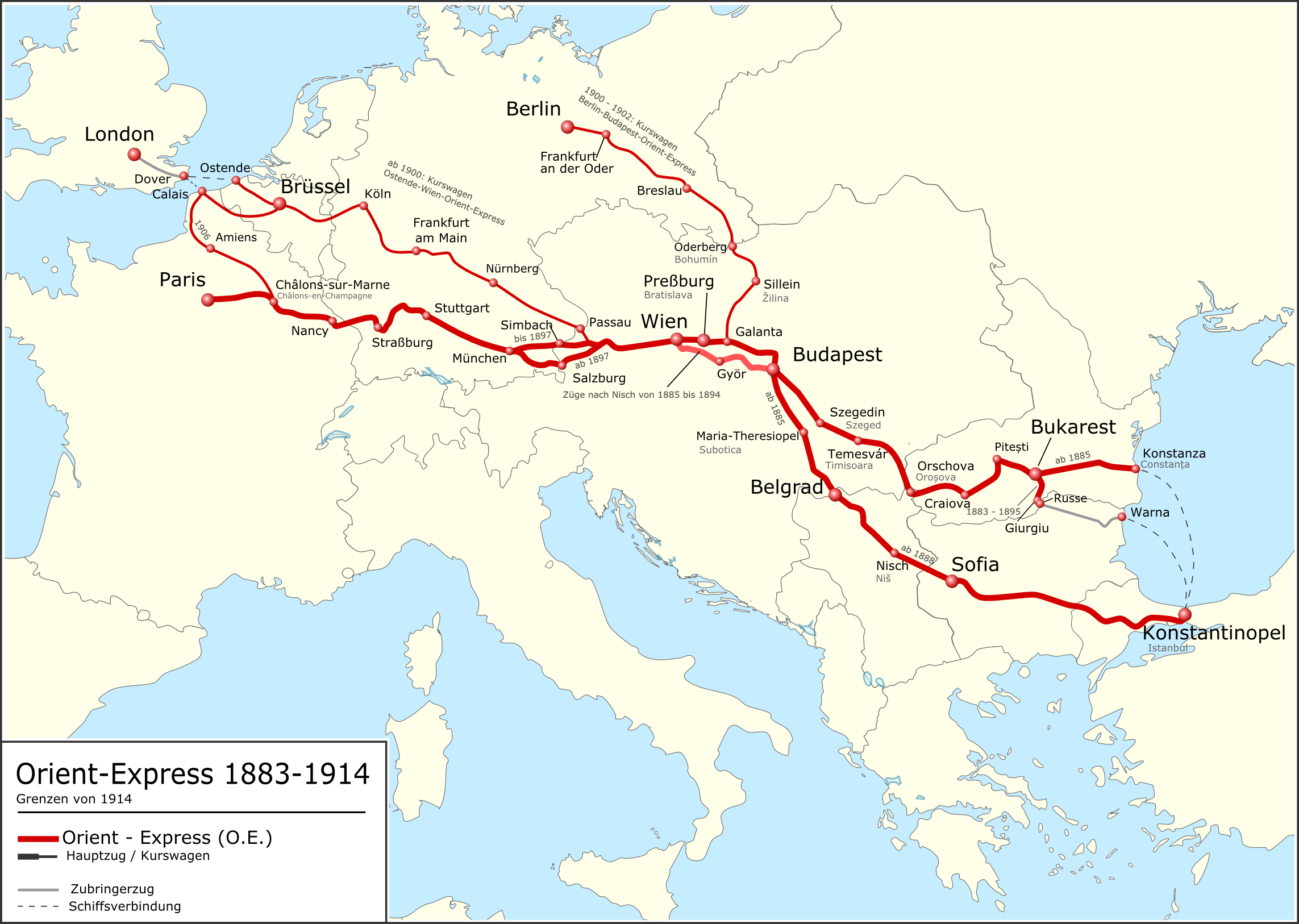
Orient-Express, 1883-1914

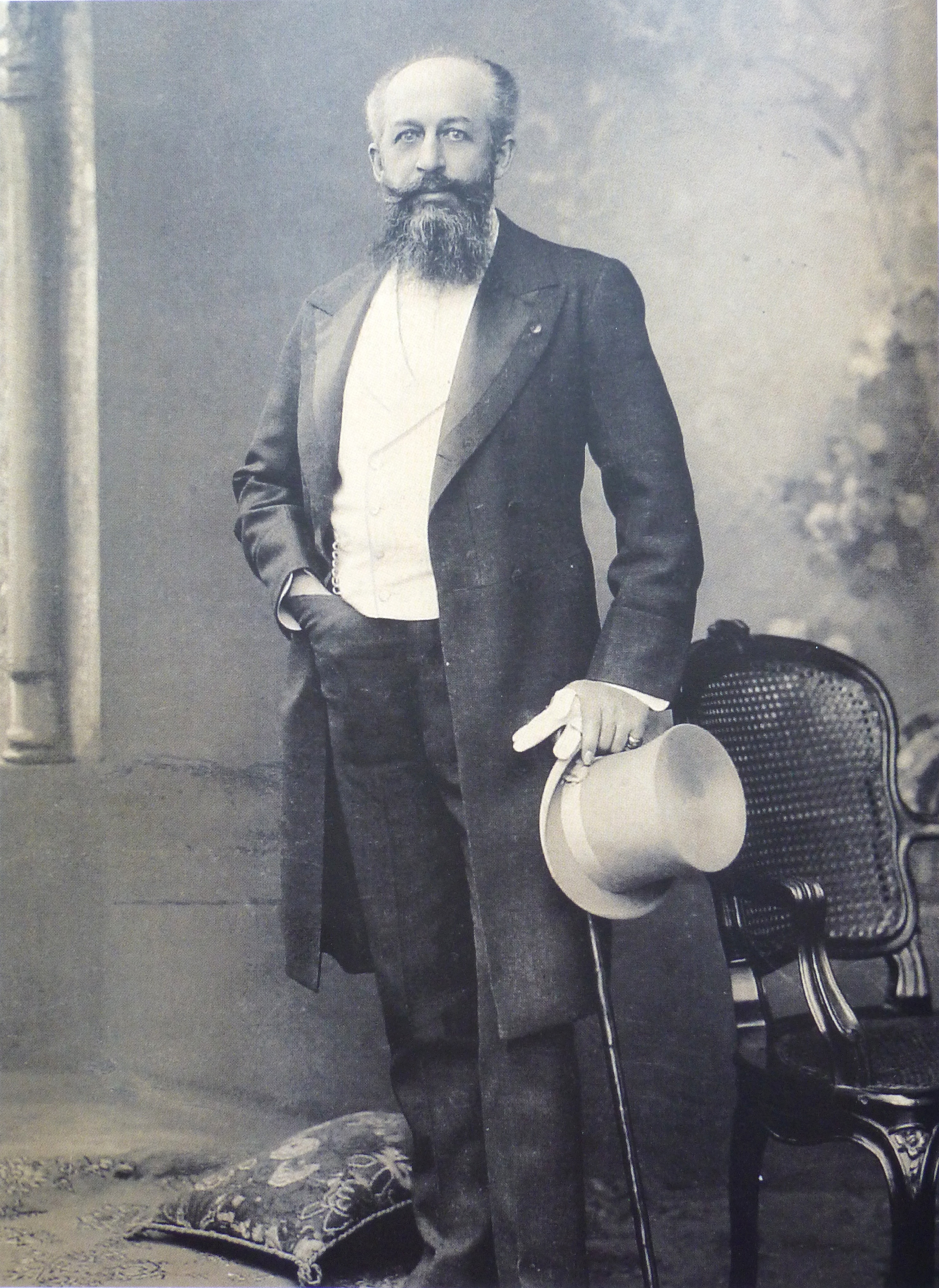
Georges Nagelmackers

Compagnie Internationale des Wagons-Lits (en català: Companyía internacional dels cotxes llit (i dels grans expressos europeus)), anomenada també CIWL, Compagnie des Wagons-Lits, o simplement Wagons-Lits, és una important companyia de serveis logístics per al ferrocarril, coneguda sobretot pel seu servei de càtering a bord dels trens i dels cotxes llit.
Ara dins el grup francès Accor, la Compagnie Internationale des Wagons-Lits (et des Grands Express Européens) va ésser fundada a Bèlgica per Georges Nagelmackers l'any 1872. La companyia es va establir, a finals del segle xix com el principal operador d'expressos nocturns a Europa, servint cotxes llit i restaurant, així com a furgons.